# Metapygoplus
Genre
Metapygoplus est un genre d'opilions laniatores de la famille des Assamiidae.

## Distribution
Les espèces de ce genre se rencontrent en Indonésie et en Birmanie.

## Liste des espèces
Selon World Catalogue of Opiliones (10/06/2021) :
- Metapygoplus intermedius (Loman, 1892)
- Metapygoplus spinicoxa Roewer, 1940

## Publication originale
- Roewer, 1923 : Die Weberknechte der Erde. Systematische Bearbeitung der bisher bekannten Opiliones. Gustav Fischer, Jena, p. 1-1116 (texte intégral).